# Serjania filicifolia
Serjania filicifolia är en kinesträdsväxtart som beskrevs av Ludwig Radlkofer. Serjania filicifolia ingår i släktet Serjania och familjen kinesträdsväxter. Inga underarter finns listade i Catalogue of Life.